# Międzynarodowy Dzień Tańca
Międzynarodowy Dzień Tańca (ang. International Dance Day, World Dance Day) – święto ustanowione w 1982 roku przez Komitet Tańca Międzynarodowego Instytutu Teatralnego (ang. International Theatre Institute, ITI) będącego pod auspicjami UNESCO (ITI-UNESCO). Dzień obchodów 29 kwietnia wybrano na pamiątkę urodzin francuskiego tancerza i choreografa Jeana-Georges'a Noverre'a. Z okazji święta każdego roku inny artysta związany z tańcem przygotowuje orędzie do jego miłośników. Orędzia pisali m.in. Katherine Dunham, Maurice Béjart, Mahmound Reda, Kazuo Ohno i Robert Joffrey.

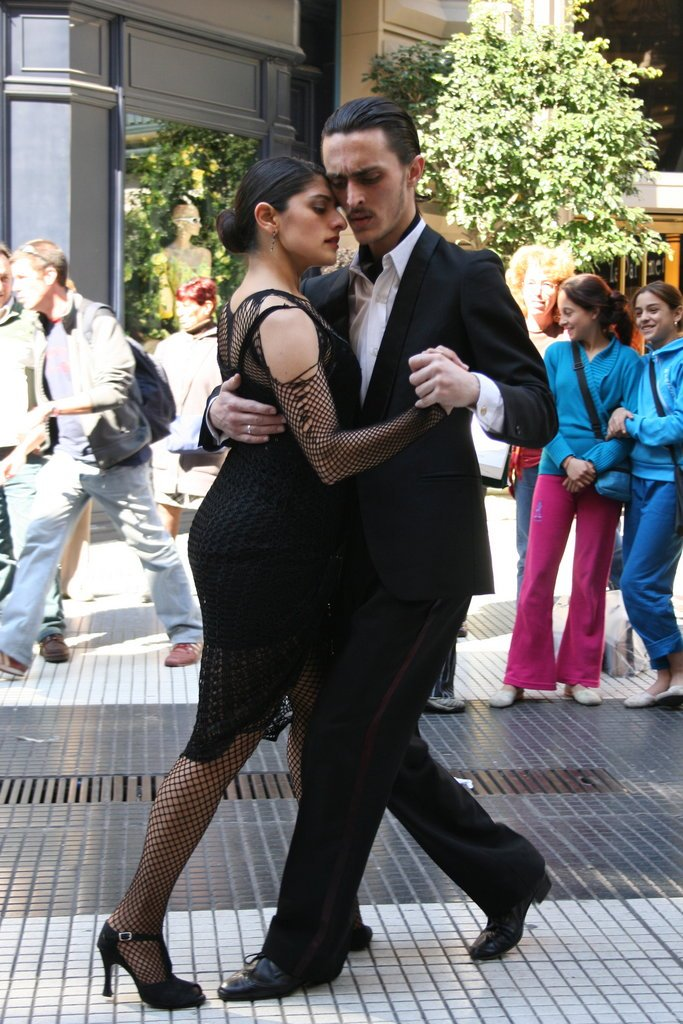
Para tańcząca na ulicy tango (Buenos Aires, 2005)
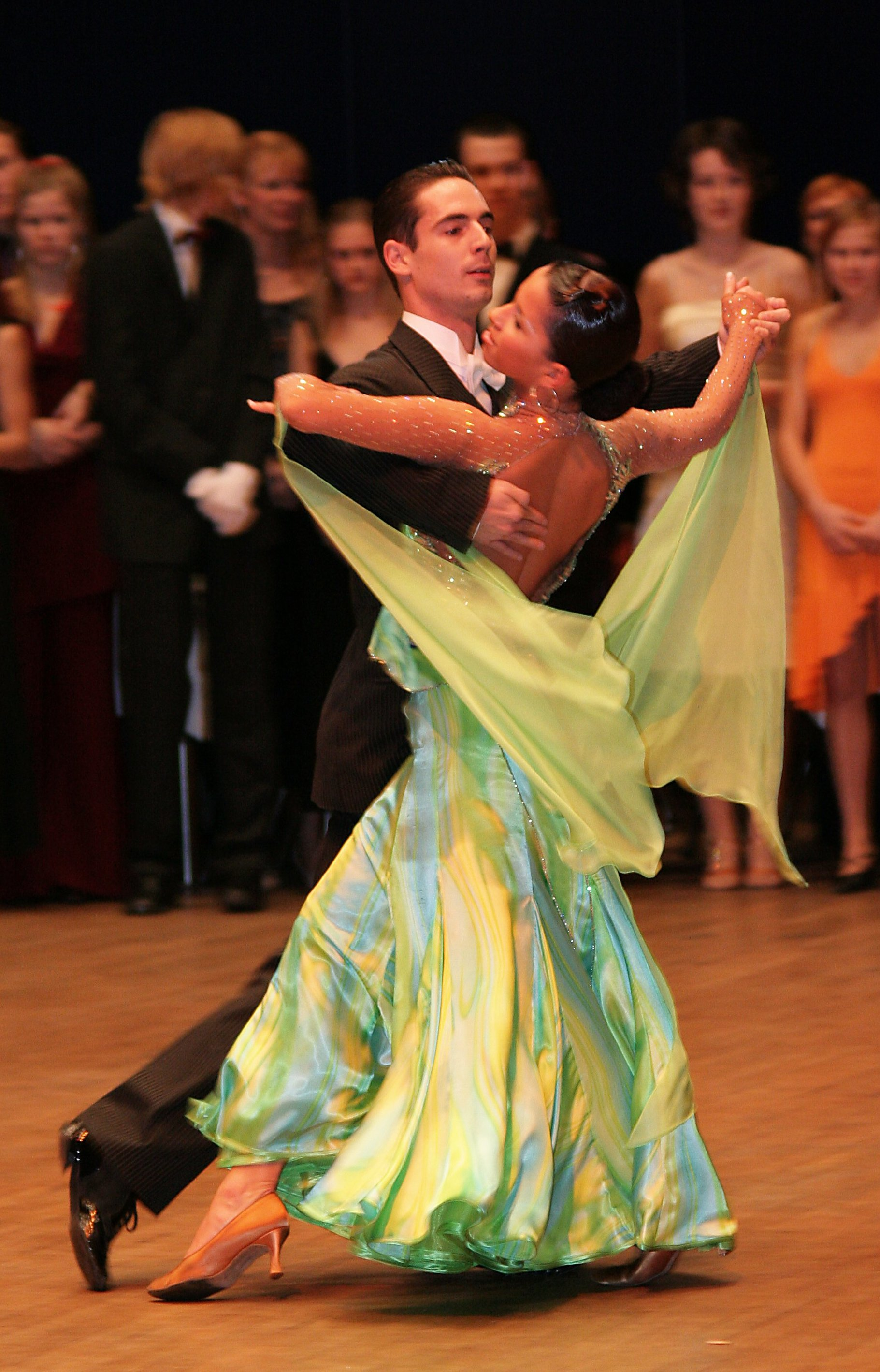
Pokaz tańca towarzyskiego w Centrum Kongresowym Praga, 2005
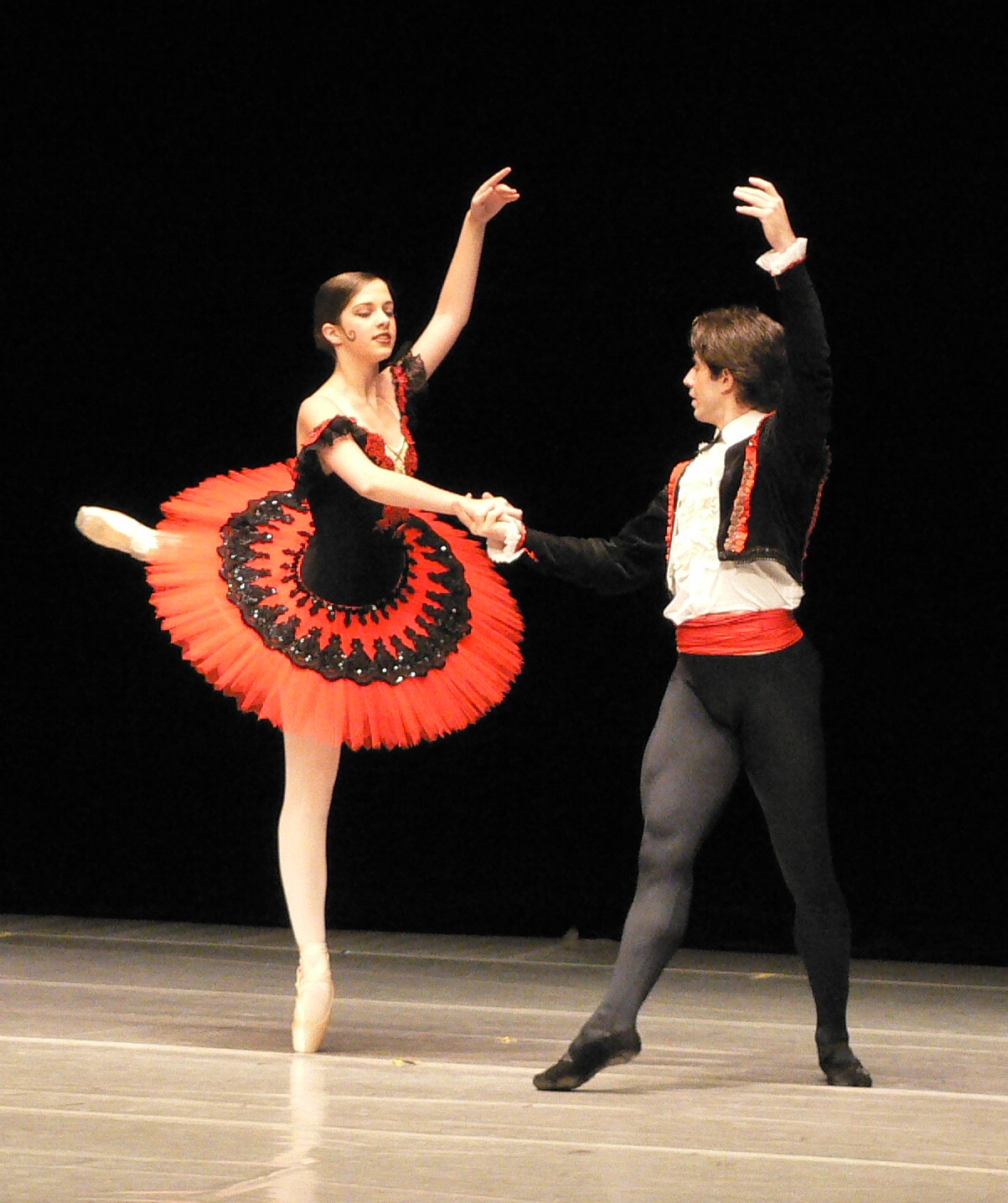
Don Kichot (balet)